# Fiona Crackles
Fiona Anne Crackles (Kirkby Lonsdale, 11 de febrero de 2000) es una jugadora británica de hockey sobre césped.

## Trayectoria
Crackles tuvo su debut olímpico en Tokio 2020. En su primer juego olímpico cayó en semifinales ante Países Bajos, pero ganó el partido por el tercer lugar ante India y obtuvo la medalla de bronce.